# Hwanghak-dong
Hwanghak-dong (koreanska: 황학동) är en stadsdel i stadsdistriktet Jung-gu i Sydkoreas huvudstad Seoul.